# Odense Boldklub 2023-2024
Questa voce raccoglie le informazioni riguardanti il Odense Boldklub nelle competizioni ufficiali della stagione 2023-2024.

## Rosa
| N. |                         | Ruolo | Calciatore            |
| -- | ----------------------- | ----- | --------------------- |
| 1  | Danimarca (bandiera)    | P     | Martin Hansen         |
| 2  | Danimarca (bandiera)    | D     | Nicholas Mickelson    |
| 4  | Danimarca (bandiera)    | D     | Bjørn Paulsen         |
| 5  | Serbia (bandiera)       | D     | Mihajlo Ivančević     |
| 6  | Germania (bandiera)     | C     | Sven Köhler           |
| 7  | Sierra Leone (bandiera) | A     | Mohamed Buya Turay    |
| 8  | Gambia (bandiera)       | C     | Alasana Manneh        |
| 9  | Danimarca (bandiera)    | A     | Bashkim Kadrii        |
| 10 | Italia (bandiera)       | A     | Franco Tongya         |
| 11 | Stati Uniti (bandiera)  | A     | Emmanuel Sabbi        |
| 13 | Danimarca (bandiera)    | P     | Hans Christian Bernat |
| 14 | Danimarca (bandiera)    | D     | Gustav Grubbe         |
| 16 | Finlandia (bandiera)    | D     | Sauli Väisänen        |
| 17 | Danimarca (bandiera)    | A     | Luca Kjerrumgaard     |

| N. |                                 | Ruolo | Calciatore            |
| -- | ------------------------------- | ----- | --------------------- |
| 18 | Danimarca (bandiera)            | C     | Max Ejdum             |
| 19 | Svezia (bandiera)               | A     | Johannes Selvén       |
| 20 | Ghana (bandiera)                | C     | Leeroy Owusu          |
| 21 | Danimarca (bandiera)            | A     | Charly Nouck Horneman |
| 22 | Svezia (bandiera)               | C     | Rami Al Hajj          |
| 23 | Danimarca (bandiera)            | D     | Aske Adelgaard        |
| 24 | Bosnia ed Erzegovina (bandiera) | C     | Alen Mustafić         |
| 26 | Albania (bandiera)              | A     | Agon Mucolli          |
| 27 | Danimarca (bandiera)            | P     | Magnus Nielsen        |
| 28 | Danimarca (bandiera)            | D     | Tobias Slotsager      |
| 30 | Haiti (bandiera)                | A     | Louicius Don Deedson  |

## Calciomercato
| Acquisti | Acquisti             | Acquisti     | Acquisti              |
| R.       | Nome                 | da           | Modalità              |
| -------- | -------------------- | ------------ | --------------------- |
| C        | Sven Köhler          | Osnabrück    | definitivo (750000 €) |
| D        | Leeroy Owusu         | Willem II    | gratuito              |
| D        | Sauli Väisänen       | Cosenza      | gratuito              |
| C        | Rami Al-Hajj         | Heerenveen   | gratuito              |
| A        | Johannes Selvén      | IFK Göteborg | gratuito              |
| A        | Louicius Don Deedson | Hobro        | gratuito              |
| A        | Mohamed Buya Turay   |              | svincolato            |
| D        | Joel King            | Sydney FC    | fine prestito         |
| A        | Max Fenger           | Mjällby      | fine prestito         |
| P        | Mandé Sayouba        | Helsingør    | fine prestito         |
| A        | Luca Kjerrumgaard    | Nykøbing     | fine prestito         |

| Cessioni | Cessioni              | Cessioni         | Cessioni               |
| R.       | Nome                  | a                | Modalità               |
| -------- | --------------------- | ---------------- | ---------------------- |
| A        | Yankuba Minteh        | Newcastle Utd    | definitivo (8000 €)    |
| C        | Mads Frökjaer-Jensen  | Preston N.E.     | definitivo (1340000 €) |
| D        | Joel King             | Sydney FC        | gratuito               |
| C        | Jeppe Tverskov        | Nordsjælland     | gratuito               |
| A        | Kenneth Zohore        | Śląsk Breslavia  | gratuito               |
| D        | Jörgen Skjelvik       | Apollōn Limassol | gratuito               |
| A        | Jakob Breum           | Go Ahead Eagles  | ?                      |
| C        | Aron Elís Thrándarson |                  | svincolato             |
| P        | Mandé Sayouba         |                  | svincolato             |
| D        | Naatan Skyttä         | Tolosa           | fine prestito          |
| A        | Musa Juwara           | Bologna          | fine prestito          |
| D        | Omar Jebali           | Espérance Zarzis | fine prestito          |

## Risultati

### Superligaen

#### Prima fase
| Odense 23 luglio 2023, ore 16:00 CEST 1ª giornata                                     | Odense    | 2 – 2                    | Randers | Nature Energy Park Arena |
| \| \| \| \| \| Al Hajj 26’ Buya Turay 37’ \| Marcatori \| 10’ Odey 90+5’ Andersson \| |           |                          |         |                          |
|                                                                                       |           |                          |         |                          |
| Al Hajj 26’ Buya Turay 37’                                                            | Marcatori | 10’ Odey 90+5’ Andersson |         |                          |